# Тьортих Валентин Анатолійович
Валентин Анатолійович Тьортих (нар. 1 жовтня 1939, Київ) — український фізико-хімік поверхні. Доктор хімічних наук (1985), професор (1987). Лауреат Державної премії УРСР в галузі науки і техніки (1972), соросівський професор (1998). Розробник перших у СРСР технологічних ліній одержання хімічно модифікованих пірогенних кремнеземів, встановив закономіpності pеакцій заміщення протона в стpуктуpних силанольних гpупах кpемнезему.
Протягом 25 років — науковий співробітник Інституту фізичної хімії імені Л. В. Писаржевського АН УРСР (1961—1986). Після створення Інституту хімії поверхні НАН України, майже 40 років — науковий співробітник установи, завідувач відділу хемосорбції та гібридних матеріалів. Автор понад 500 наукових робіт, близько 90 авторських свідоцтв на винаходи.

## Життєпис
Народився 1 жовтня 1939 року в Києві.
У 1961 році закінчив хімічний факультет Київського державного університету імені Тараса Шевченка (декан — професор Анатолій Пилипенко). Відтоді ж навчався в аспірантурі Інституту фізичної хімії імені Л. В. Писаржевського АН УРСР (ІФМ), яку закінчив у 1965 році та обійняв посаду молодшого наукового співробітника відділення хімії поверхні.
У 1966 році здобув науковий ступінь кандидата хімічних наук, захистивши дисертацію на тему «Изучение химического модифицирования кремнезема некоторыми органосиланами и химии поверхности функциональных органокремнеземов». З 1978 року — заступник директора ІФМ з наукової роботи, з 1983 року — завідувач відділу.
У 1985 році здобув науковий ступінь доктора хімічних наук, захистивши дисертацію на тему «Закономерности химических реакций и направленные синтезы в поверхностном слое дисперсных кремнеземов». Після створення Інституту хімії поверхні НАН України (ІХП) на базі відділення хімії поверхні ІФМ перейшов до цієї установи, де очолив відділ хемосорбції та гібридних матеріалів. У 1987 році затверджений у вченому званні професора.

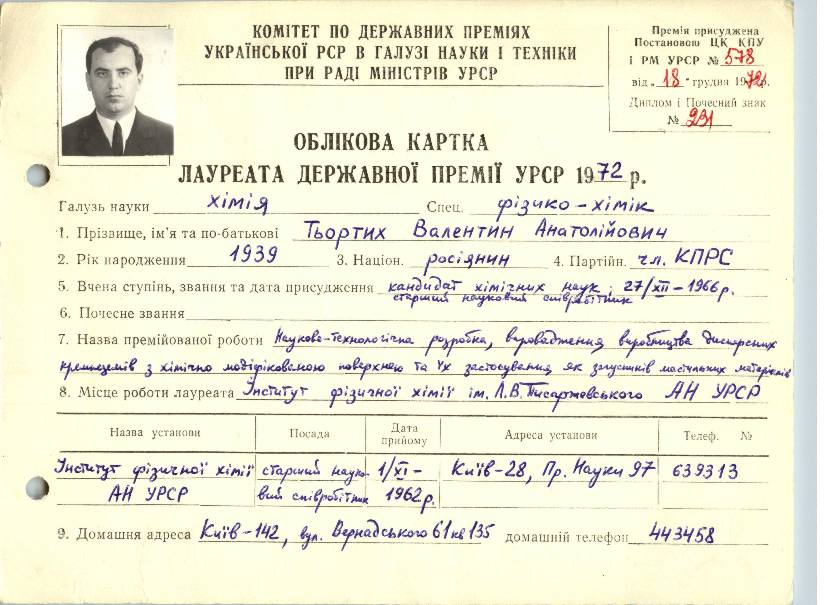
Облікова картка лауреата Державної премії УРСР Валентина Тьортих, 1972 рік

З 2000 року — головний науковий співробітник відділу хемосорбції та гібридних матеріалів. Станом на 1972 рік жив у Києві, в будинку № 61 на бульварі Академіка Вернадського.

## Наукова діяльність
Автор понад 500 наукових робіт, близько 90 авторських свідоцтв на винаходи. Науковий керівник близько 30 кандидатів наук. Серед учнів Валентина Тьортих — науковці Оксана Дударко, Роман Козакевич, Інна Мельник, Наталія Столярчук, Аліна Коробейник.
Засновник власної наукової школи, послідовники якої досліджують, зокрема, фізико–хімічні закономірності хімічних pеакцій за участю центpів повеpхні твеpдих тіл. Встановив закономірності pеакцій заміщення протона в структуpних силанольних гpупах кpемнезему, розробив перші в СРСР технологічні лінії одержання хімічно модифікованих пірогенних кремнеземів, зокрема технологію синтезу бутоксикремнеземів в апаратах автоклавного типу.
У 1972 році, спільно з колегами, нагороджений Державною премією УРСР в галузі науки і техніки «за науково-технологічну розробку, впровадження виробництва дисперсних кремнеземів з хімічно модифікованою поверхнею та їх застосування як загусників мастильних матеріалів».
Співкерівник наукового проєкту американських та українських науковців Фонду цивільних досліджень та розвитку США, 7-ї Рамкової програми з наукових досліджень та технологічного розвитку Член Вченої ради та голова експертної комісії Інституту хімії поверхні, член спеціалізованих вчених pад із захисту докторських та кандидатських дисертацій ІХП і КНУ імені Тараса Шевченка. Заступник головного редактора часопису «Хімія, фізика та технологія поверхні».

## Науковий доробок (частковий)
- Изучение химического модифицирования кремнезема некоторыми органосиланами и химии поверхности функциональных органокремнеземов: диссертация кандидата химических наук : 02.00.00. — Киев, 1966. — 189 с. : ил.
- Закономерности химических реакций и направленные синтезы в поверхностном слое дисперсных кремнеземов: диссертация доктора химических наук : 02.00.04. — Киев, 1984. — 412 с. : ил.
- Синтез и физико-химические свойства неорганических и углеродных сорбентов: сборник научных трудов / АН УССР, Ин-т физ. химии им. Л. В. Писаржевского ; [редкол.: В. А. Тертых (отв. ред.) и др.]. — Киев: Наукова думка, 1986. — 127 с. : ил.
- Химические реакции с участием поверхности кремнезема / В. А. Тертых, Л. А. Белякова; АН УССР, Ин-т химии поверхности. — Киев: Наук. думка, 1991. — 260,[1] с. : ил.
- Медицинская химия и клиническое применение диоксида кремния / [А. А. Чуйко, В. А. Тертых, В. В. Лобанов и др.]; Под ред. А. А. Чуйко; Нац. акад. наук Украины. Ин-т химии поверхности. — Киев: Наукова думка, 2003. — 414, [1] с. : ил., табл.
- Реакція гідросилілювання в системі гідридкремнезем-2-гідроксиетилметакрилат / Ю. М. Больбух, В. А. Тьортих // Поверхность. — 2003. — Вип. 9. — С. 37—43.
- Вплив кремнійгідридних груп поверхні наповнювача на структуру полігідроксіетилметакрилату / Ю. М. Больбух, Є. П. Мамуня, В. А. Тьортих // Поверхность. — 2004. — Вип. 10. — С. 51—56.
- Силікагель з іммобілізованим полііоненом у визначенні аніонних комплексів Au(III) / Л. М. Поліщук, Е. С. Яновська, В. В. Янишпольський, В. А. Тьортих, К. М. Сухий, М. В. Бурмістр // Доповiдi Національної академії наук України. — 2007. — № 11. — С. 143—146.
- Кремнеземні носії для контрольованого вивільнення активної речовини / Р. Б. Козакевич, Ю. М. Больбух, В. А. Тьортих // Поверхность. — 2008. — Вип. 14. — С. 325—331.
- Комплексоутворення катіонів перехідних металів з полігексаметиленгуанідинхлоридом, хімічно закріпленим на поверхні силікагелю / Е. С. Яновська, А. Д. Дадашев, В. А. Тьортих // Украинский химический журнал. — 2009. — Т. 75, № 2. — С. 79—84.
- Адсорбційні властивості композита сокирницький кліноптилоліт-поліанілін щодо аніонів елементів V й VI груп періодичної системи Д. І. Менделєєва / Т. М. Будняк, Е. С. Яновська, В. А. Тьортих, В. I. Вознюк // Доп. НАН України. — 2011. — № 3. — С. 141—145.
- Адсорбція металовмісних аніонів V(V), Mo(VI), W(VI) та Cr(VI) силікагелем із хімічно закріпленим амідом малеїнової кислоти і полігексаметиленгуанідину / А. Д. Дадашев, В. А. Тьортих, Е. С. Яновська, К. В. Рябченко, К. В. Янова, В. С. Кутяніна // Доп. НАН України. — 2011. — № 1. — С. 126—130.
- Хітозан та його похідні, як ефективні сорбенти для вилучення йонів металів / Т. М. Будняк, В. А. Тьортих, Е. С. Яновська // Поверхность. — 2013. — Вип. 5 (20). — С. 118—134.
- Адсорбційні властивості композита силікагель-поліанілін щодо катіонів перехідних металів / К. В. Рябченко, Е. С. Яновська, О. Ю. Кичкирук, В. А. Тьортих // Доповiдi Нацiональної академiї наук України. — 2013. — № 2. — С. 107—111.
- Пірогенний кремнезем з прищепленими кремнієгідридними групами як редокс-активний компонент у складі композита з кавовою кислотою / П. О. Кузема, І. В. Лагута, О. М. Ставинська, М. М. Циба, В. А. Тьортих // Доповіді Національної академії наук України. — 2020. — № 5. — С. 78—85.

### Авторські свідоцтва на винаходи (у співавторстві)
- 1969 — «Способ повышения антифрикционных и противоизносных свойств минерального масла»
- 1970 — «Способ устранения слеживаемости аммиачной селитры»
- 1971 — «Способ получения органофункциональных кремнеземов»
- 1971 — «Способ получения аминоорганосиликагелей»
- 1974 — «Фотополимеризующаяся жидкая композиция»
- 1974 — «Способ получения органокремнеземов»
- 1975 — «Клей»
- 1976 — «Композиция на основе силоксанового каучука»
- 1978 — «Способ получения высокодисперсных окислов металлов»
- 1978 — «Способ получения аминоэтоксикремнеземов»
- 1978 — «Способ получения модифицированных органокремнеземов»
- 1978 — «Способ иммобилизации кислых протеиназ»
- 1978 — «Полировальный состав»
- 1978 — «Пластичная смазка»
- 1979 — «Способ получения высокодисперсных алкилорганокремнеземов»
- 1979 — «Композиция для химико-механического полирования полупроводниковых материалов»
- 1979 — «Способ иммобилизации фермента на кремнеземсодержащем материале»
- 1979 — «Способ получения алкилорганокремнеземов»
- 1981 — «Полимерная композиция»
- 1981 — «Способ получения гидрофобного кремнезема»
- 1981 — «Способ получения модифицированного дисперсного кремнезема»
- 1981 — «Способ модифицирования кремнезема»
- 1981 — «Шихта для изготовления огнеупоров»
- 1981 — «Фенолаэросил»
- 1981 — «Колонка для гемосорбции»
- 1981 — «Способ модифицирования дисперсных окислов»
- 1982 — «Твердотельный оптический фильтр и способ его получения»
- 1982 — «Способ получения высокодисперсной смеси двуокиси кремния с окисью металла или металлоида»
- 1983 — «Способ получения сорбента»
- 1984 — «Способ получения носителя для газовой хроматографии»
- 1985 — «Способ получения носителя для иммобилизации органических соединений»
- 1986 — «Способ получения сорбента для извлечения ионов металлов из растворов»
- 1988 — «Способ получения сорбента для выделения и концентрирования ионов металлов»
- 1989 — «Сорбент для разделения оптических изомеров аминокислот и способ его получения»
- 1989 — «Способ получения иммобилизованной галактозооксидазы»
- 1990 — «Способ получения трет-бутилоксикарбонил-лейцин-энкефалина»
- 1991 — «Способ получения модифицированного кремнеземного носителя»
- 1991 — «Реагент для обработки глинистых буровых растворов»
- 1991 — «Способ определения меди в воде»
- 1992 — «Способ иммобилизации галактозооксидазы»
- 1992 — «Способ активации галактозооксидазы»
- 1992 — «Способ получения кремнеземного сорбента»
- 1993 — «Способ получения микросферического аэросилогеля»
- 1996 — «Спосіб одержання бутоксіааеросилу»
- 2010 — «Спосіб отримання ацетатцелюлозних мембран для гемодіалізу»
- 2010 — «Спосіб виготовлення композитних гранул лікарських засобів на основі хітозану з регульованим вивільненням активних речовин»
- 2012 — «Спосіб одержання лікарських препаратів з регульованим вивільненням активних речовин»
- 2014 — «Спосіб формування на поверхні високодисперсних кремнеземів прищепленого модифікуючого шару із високим вмістом вуглецю»
- 2015 — «Спосіб одержання адсорбентів з хімічно закріпленими гуанідиновими групами для вилучення іонів перехідних металів»
- 2017 — «Спосіб отримання нанокомпозита оксид церію-діоксид кремнію»

## Нагороди
- 1972 — Державна премія УРСР в галузі науки і техніки — «за науково-технологічну розробку, впровадження виробництва дисперсних кремнеземів з хімічно модифікованою поверхнею та їх застосування як загусників мастильних матеріалів»
- 1998 — «Соросівський професор»
- 2011 — нагрудний знак «За професійні здобутки» (НАН України)
- 2018 — грамота Верховної Ради України[1]